# Brabant-en-Argonne
Brabant-en-Argonne é uma comuna francesa na região administrativa do Grande Leste, no departamento de Meuse. Estende-se por uma área de 7.8 km², e possui 108 habitantes, segundo o censo de 2018, com uma densidade de 14 hab/km².